# Roberta Zucchinetti
Roberta Zucchinetti (6 de octubre de 1975) es una deportista italiana que compitió en vela en la clase Laser Radial. Ganó dos medallas en el Campeonato Europeo de Laser Radial, oro en 1991 y plata en 1992.

## Palmarés internacional
| \| Campeonato Europeo \| Campeonato Europeo \| Campeonato Europeo \| Campeonato Europeo \| \| Año \| Lugar \| Medalla \| Clase \| \| ------------------ \| --------------------- \| ------------------ \| ------------------ \| \| 1991 \| Workum (Países Bajos) \| Medalla de oro \| Laser Radial \| \| 1992 \| Mariestad (Suecia) \| Medalla de plata \| Laser Radial \| |                       |                  |              |
| Campeonato Europeo |                       |                  |              |
| Año | Lugar                 | Medalla          | Clase        |
| 1991 | Workum (Países Bajos) | Medalla de oro   | Laser Radial |
| 1992 | Mariestad (Suecia)    | Medalla de plata | Laser Radial |